# Mukhabarat
Jihaz al-Mukhabarat al-Aam var den irakiska underrättelsetjänsten under Saddam Hussein. Huvuduppgiften var att "samla information" om de olika folkgrupper i Irak och världen över, detta inkluderar statssäkerhet och militärhemligheter. Mukhabarat var indelad i 28 divisioner, där varje division hade i huvuduppgift att bevaka andra Mukhabarat organ.